# Pteralopex flanneryi
Pteralopex flanneryi är ett däggdjur i familjen flyghundar som beskrevs av Helgen 2005 efter exemplar som fångades under 1960-talet. Populationen ansågs tidigare tillhöra arten Pteralopex anceps. Den listas numera av IUCN som god art.
Denna flyghund förekommer i låglandet på öarna Bougainville, Buka, Choiseul och Isabel (Papua Nya Guinea och Salomonöarna). Pteralopex anceps som hittas i samma region föredrar däremot bergstrakter. Habitatet utgörs av ursprungliga tropiska skogar.
Individerna vilar gömda i den täta växtligheten eller i trädens håligheter. En generation varar ungefär fem år. Expeditioner under 2000-talet observerade inga individer av Pteralopex flanneryi och det befaras att arten är utdöd. IUCN listar den som akut hotad (CR).